# Antonio Petrucci
Pour les articles homonymes, voir Petrucci.
Antonio Petrucci, né le 1er janvier 1907 à Rome (Latium) et mort le 1er septembre 1981 dans la même ville, est un réalisateur, scénariste, journaliste et essayiste italien.

## Biographie
Antonio Petrucci passe une grande partie de sa jeunesse en Sicile, alors que sa famille est originaire de Sienne. Il s'intéresse très tôt au journalisme et à la littérature antique — il a ainsi traduit une partie de Silius Italicus. 
Pendant quelques années, il écrit également des critiques de cinéma pour Il Tevere, Bianco e Nero et plus tard La Rivista del Cinematografo. À partir de 1933, il participe directement à la production de films, en tant qu'assistant réalisateur, scénariste et monteur, souvent pour Amleto Palermi. En 1935, il présente sa première œuvre de réalisateur, Cinema, che passione!, mais se consacre ensuite exclusivement à sa tâche de critique pendant de longues années.
De 1949 à 1953, il a dirigé la Mostra de Venise ; il a ensuite réalisé des courts métrages et deux longs métrages. Il matrimonio a été réalisé d'après la pièce d'Anton Tchekhov, Cortile visait un public jeune et avait Eduardo De Filippo dans le rôle principal. Suivirent des documentaires sur le cinéma muet et sur le début du Concile de Vatican II en 1962 ; entre-temps, il écrivit pour Roberto Rossellini.
Petrucci, dont le fils Giovanni est devenu acteur, a apporté d'importantes contributions à l'histoire du cinéma avec L'avventura del colore en 1956, Il cinema oggi in Italia en 1959 et Introduzione al cinema en 1966.

## Filmographie

### Comme réalisateur
- 1934 : Cinema, che passione!, également scénariste et monteur
- 1954 : Il matrimonio, également scénariste
- 1955 : L'Enfant de la rue (Cortile), également scénariste
- 1957 : Parma, città d'oro, court-métrage
- 1958 : Antologia del cinema italiano muto, documentaire
- 1963 : Concile œcuménique Vatican II (Concilio Ecumenico Vaticano II: 11 ottobre 1962), documentaire

### Comme scénariste
- 1933 : Il treno delle 21,15 (it) d'Amleto Palermi
- 1934 : Kiki, film perdu de Raffaello Matarazzo
- 1934 : Creature della notte (it) d'Amleto Palermi
- 1961 : Vive l'Italie (Viva l'Italia) de Roberto Rossellini